# Skywriter
Skywriter – szósty album studyjny The Jackson 5. Sprzedał się w nakładzie 2,8 miliona egzemplarzy na całym świecie.

## Lista utworów
1. „Skywriter” [J. Marcellino / M. Larson] – 3:08
2. „Hallelujah Day” [F. Perren / C. Yarian] – 2:46
3. „The Boogie Man” [D. Richards] – 2:56
4. „Touch” [w oryginale wykonywany przez The Supremes] [F. Wilson / P. Sawyer] – 3:00
5. „Corner of the Sky” [z broadwayowskiego musicalu Pippin] [S. Schwartz] – 3:33
6. „I Can't Quit Your Love” [w oryginale wykonywany przez The Four Tops] [K. Wakefield / L. Caston] – 3:12
7. „Uppermost” [C. Davis] – 2:26
8. „World of Sunshine” [J. Marcellino / M. Larson] – 2:45
9. „Ooh, I'd Love to Be With You” [F. Mizell / L. Mizell] – 2:49
10. „You Made Me What I Am” [The Corporation] – 2:50